# Pseudepipona rubiginosa
Pseudepipona rubiginosa är en stekelart som först beskrevs av André 1884.  Pseudepipona rubiginosa ingår i släktet Pseudepipona och familjen Eumenidae. Inga underarter finns listade i Catalogue of Life.